# 2913 Horta
2913 Horta este un asteroid din centura principală, descoperit pe 12 octombrie 1931 de Eugène Delporte.